# Basilique Santi Cosma e Damiano
Pour les articles homonymes, voir Santi Cosma e Damiano.
La basilique Santi Cosma e Damiano (en français : basilique Saints-Côme-et-Damien) est une basilique mineure romaine située dans le rione de Campitelli dans le forum de Vespasien englobant une partie du temple de Romulus. Elle est dédiée à Côme et Damien. Son entrée se trouve sur la via dei Fori Imperiali (Voie des forums impériaux).

## Historique
La basilique a été construite sur les vestiges du temple de Romulus érigé probablement sur les bases du temple de Jupiter Stator par l'empereur Maxence à la gloire et mémoire de son fils Romulus, mort en 309. En 527, le roi Ostrogoth Théodoric le Grand et sa fille Amalasonte donnent la bibliothèque de la Paix du forum de la Paix (Bibliotheca Pacis) et une portion du Temple de Romulus au pape Félix IV qui fait construire une basilique dédiée aux martyrs grecs Côme et Damien. Au IXe siècle les corps de Marc et Marcellin y furent transportés et ne furent redécouverts qu'en 1583.
En 1512, la basilique est allouée au tiers-ordre régulier de saint François qui la gère encore de nos jours. En 1632, le pape Urbain VIII ordonne la restructuration de l'édifice sur les plans d'Orazio Torriani (en) et sous la direction de Luigi Arrigucci : le sol de la basilique est surélevé de 7 mètres en raison des infiltrations d'eau, un cloître est créé. En 1947, lors de la restauration des forums impériaux, l'entrée de la basilique par le temple de Romulus, qui est totalement restauré sur ses plans originels à cette occasion, est supprimée et déplacée sur la via dei Fori Imperiali.
L'église abrite depuis le VIIIe siècle le titre cardinalice de Santi Cosma e Damiano.

## Architecture et intérieur
La basilique abrite dans l'abside  des mosaïques d'une beauté extraordinaire, 
qui contrastent avec l'aspect extérieur de la basilique,  qui peut passer totalement inaperçue.  Ces mosaïques sont de style byzantin datant des VIe et VIIe siècles.
Du côté opposé, séparé par une vitre on peut admirer en contrebas les vestiges du temple romain sur lequel la basilique fut construite. 

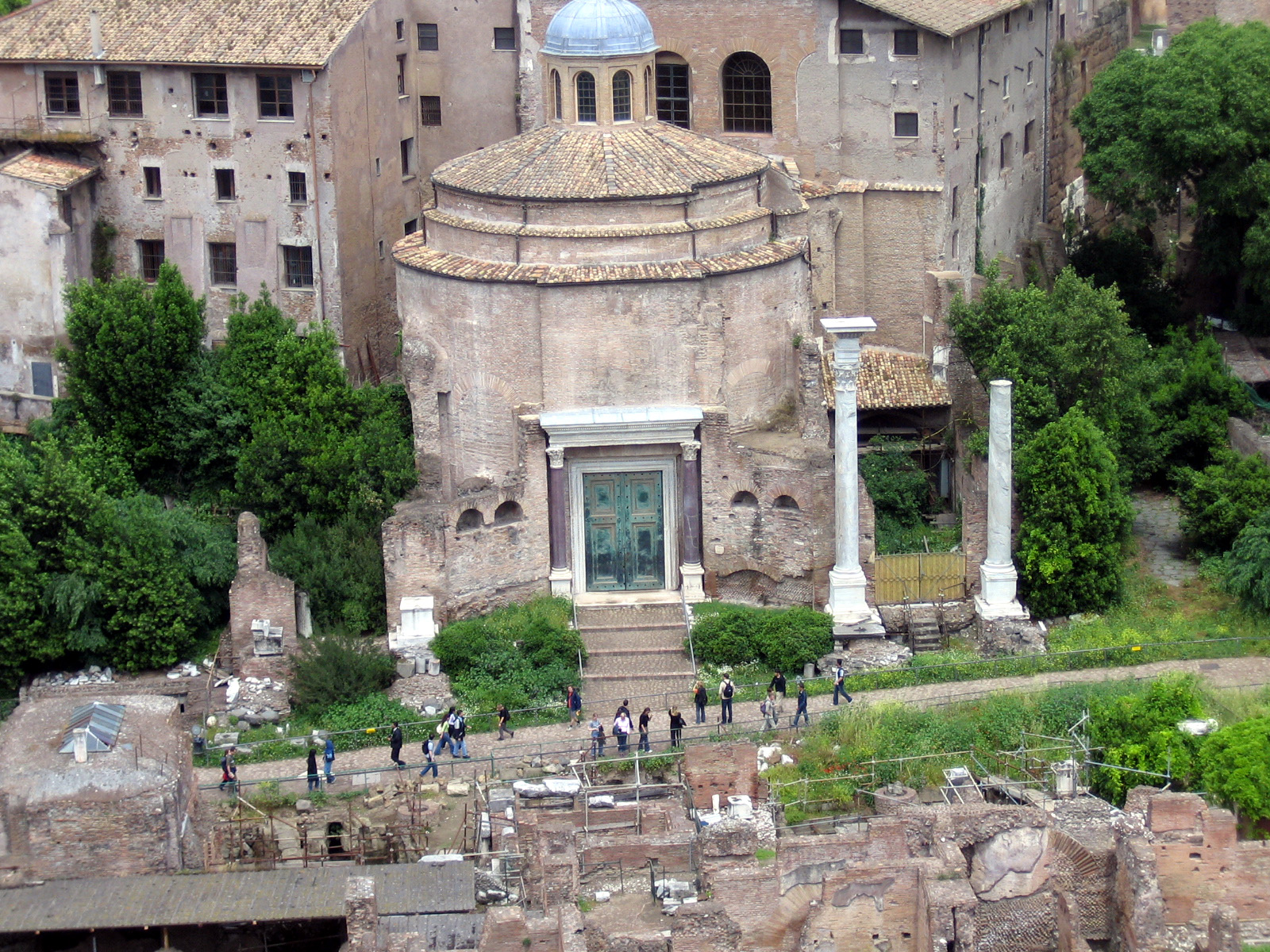
Les vestiges du temple de Romulus et la basilique.